# Rekursja pośrednia
Rekursja pośrednia to taka rekursja, w której jednocześnie jest definiowanych kilka (tzn. więcej niż jeden) obiektów, które nawzajem „z siebie korzystają”.

## Przykład
Obliczamy wartości funkcji {\displaystyle s(x)} i {\displaystyle c(x),} które są przybliżeniami odpowiednio funkcji sinus i cosinus w sposób następujący:
- sposób na wyliczanie {\displaystyle s(x){:}}
  - jeśli zachodzi warunek: {\displaystyle |x|<a} to za wartość {\displaystyle s(x)} wstaw {\displaystyle x;}
  - w przeciwnym wypadku za {\displaystyle s(x)} wstaw wartość wyrażenia {\displaystyle 2*s(x/2)*c(x/2).}

- sposób na wyliczanie {\displaystyle c(x){:}}
  - jeśli zachodzi warunek: {\displaystyle |x|<a} to za wartość {\displaystyle c(x)} wstaw 1;
  - w przeciwnym wypadku za {\displaystyle c(x)} wstaw wartość wyrażenia {\displaystyle c^{2}(x/2)-s^{2}(x/2).}

Stała {\displaystyle a} jest arbitralnie wybraną „małą” liczbą (od jej wielkości zależy dokładność przybliżenia). Zauważmy, że do wyliczenia wartości funkcji {\displaystyle s(x)} potrzebna jest nam znajomość wartości funkcji {\displaystyle c(x/2)} i odwrotnie.